# Максимівка (Богодухівський район)
Макси́мівка — селище типу у Богодухівській міській громаді Богодухівського району Харківської області України.
- Поштове відділення: Максимівське

## Історія
- 12 червня 2020 року, відповідно до розпорядження Кабінету Міністрів України № 725-р «Про визначення адміністративних центрів та затвердження територій територіальних громад Харківської області», селище увійшло до Богодухівської міської громади[1].
- 19 липня 2020 року, в результаті адміністративно-територіальної реформи та ліквідації Богодухівського району (1923—2020), селище увійшло до складу новоутвореного Богодухівського району Харківської області[2].

## Населення

### Мова
Розподіл населення за рідною мовою за даними перепису 2001 року:
| Мова       | Відсоток |
| ---------- | -------- |
| українська | 94,46%   |
| російська  | 4,75%    |
| білоруська | 0,69%    |
| інші       | 0,10%    |

## Географія
Селище Максимівка знаходиться біля витоків річки Крисинка. На річці невелика загата. Невеликим лісовим масивом селище розділене на дві частини. За 4 км розташоване село Крисине. У селищі є залізнична станція Максимівка. Поруч проходить автомобільна дорога
Р46.

## Галерея

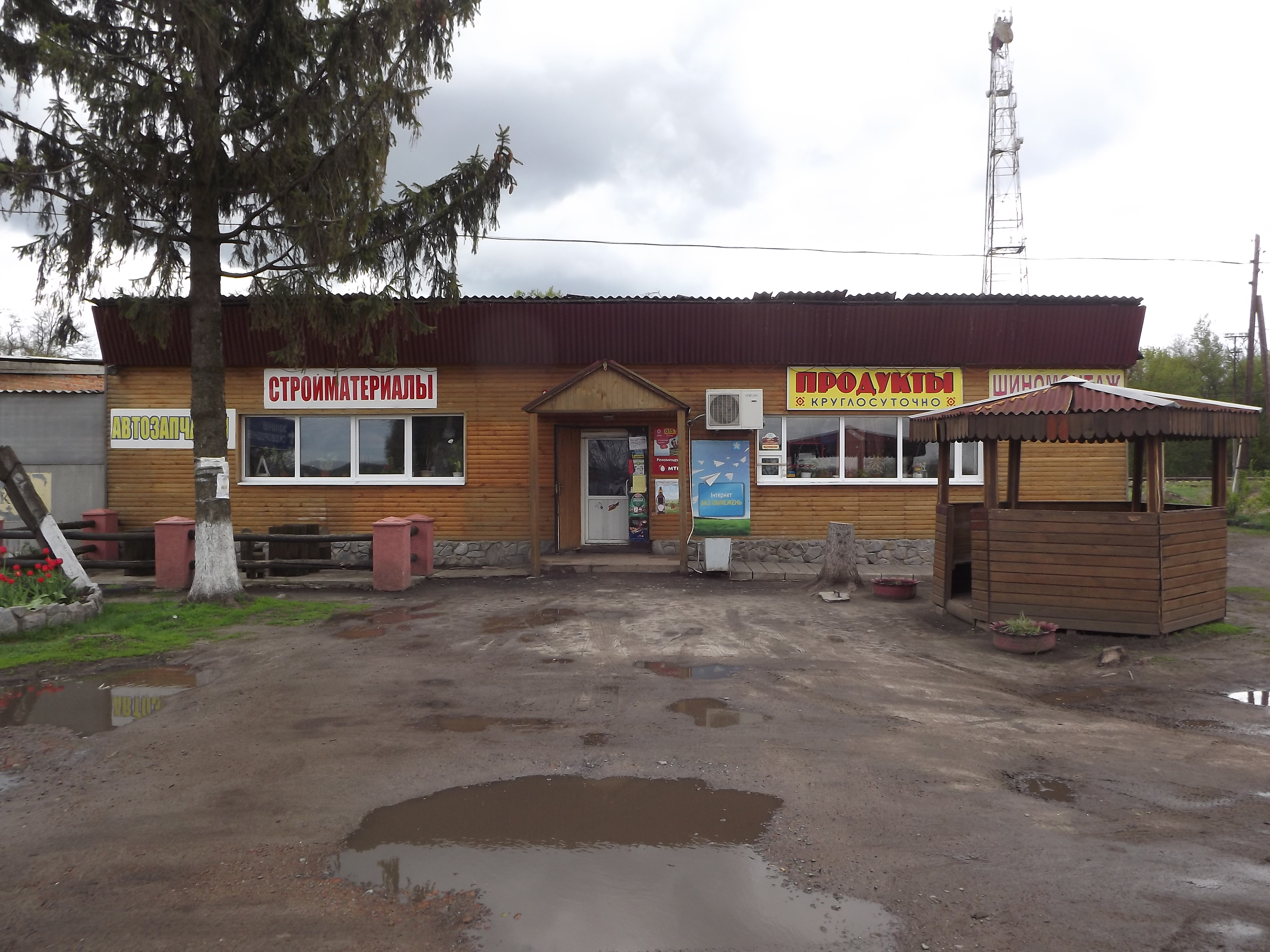
Будівельний магазин
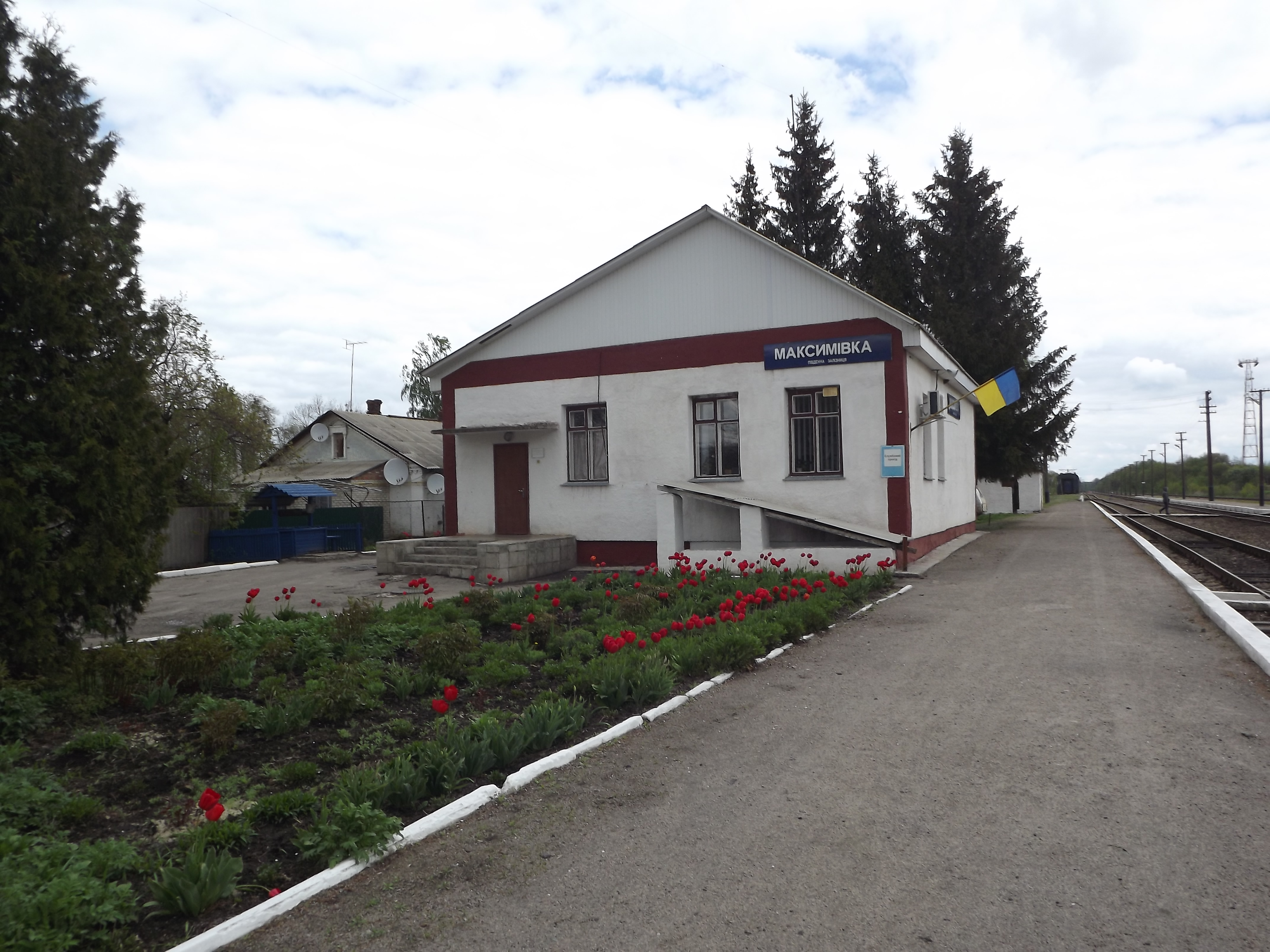
Залізнична станція
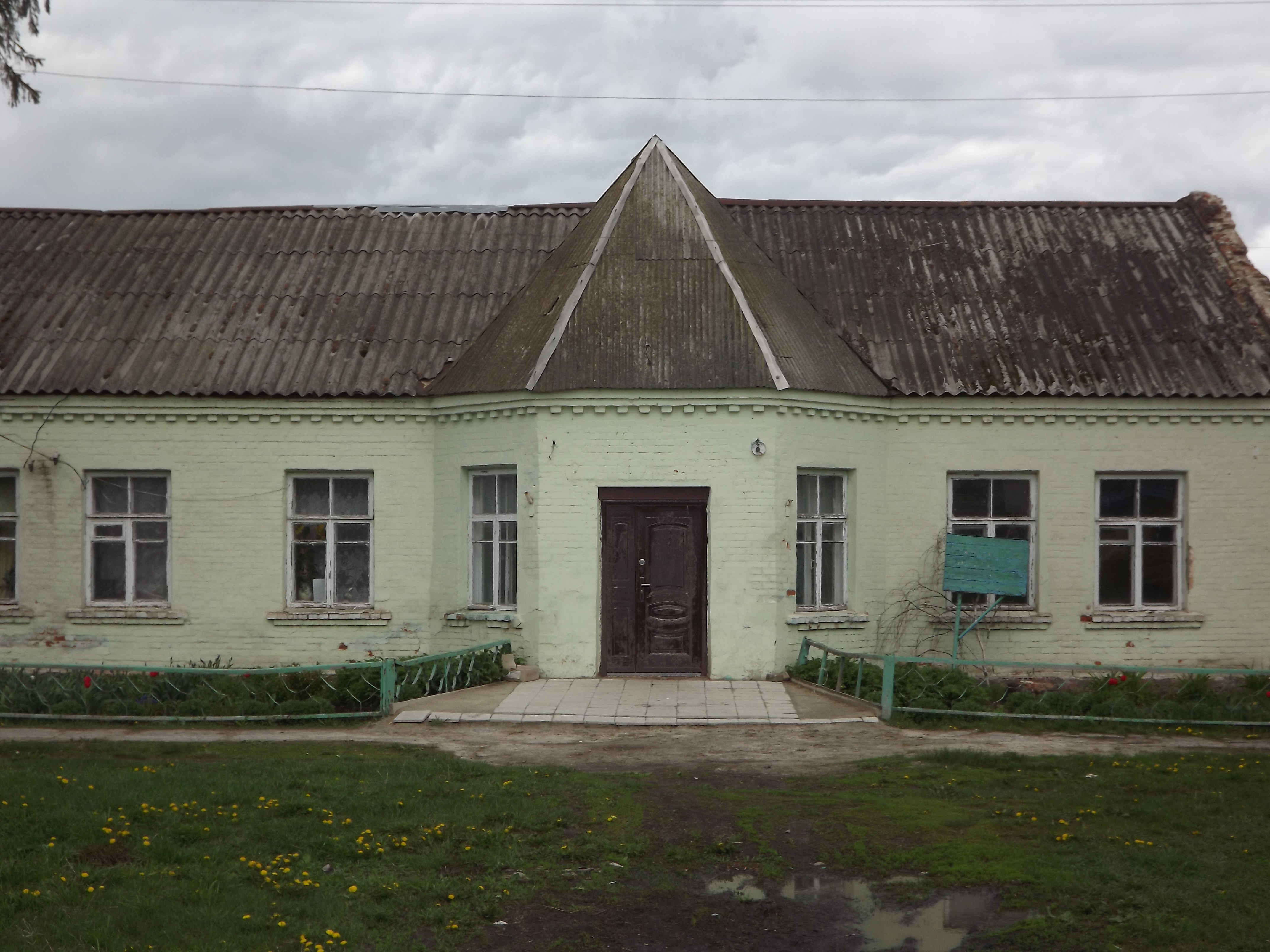
Будинок культури
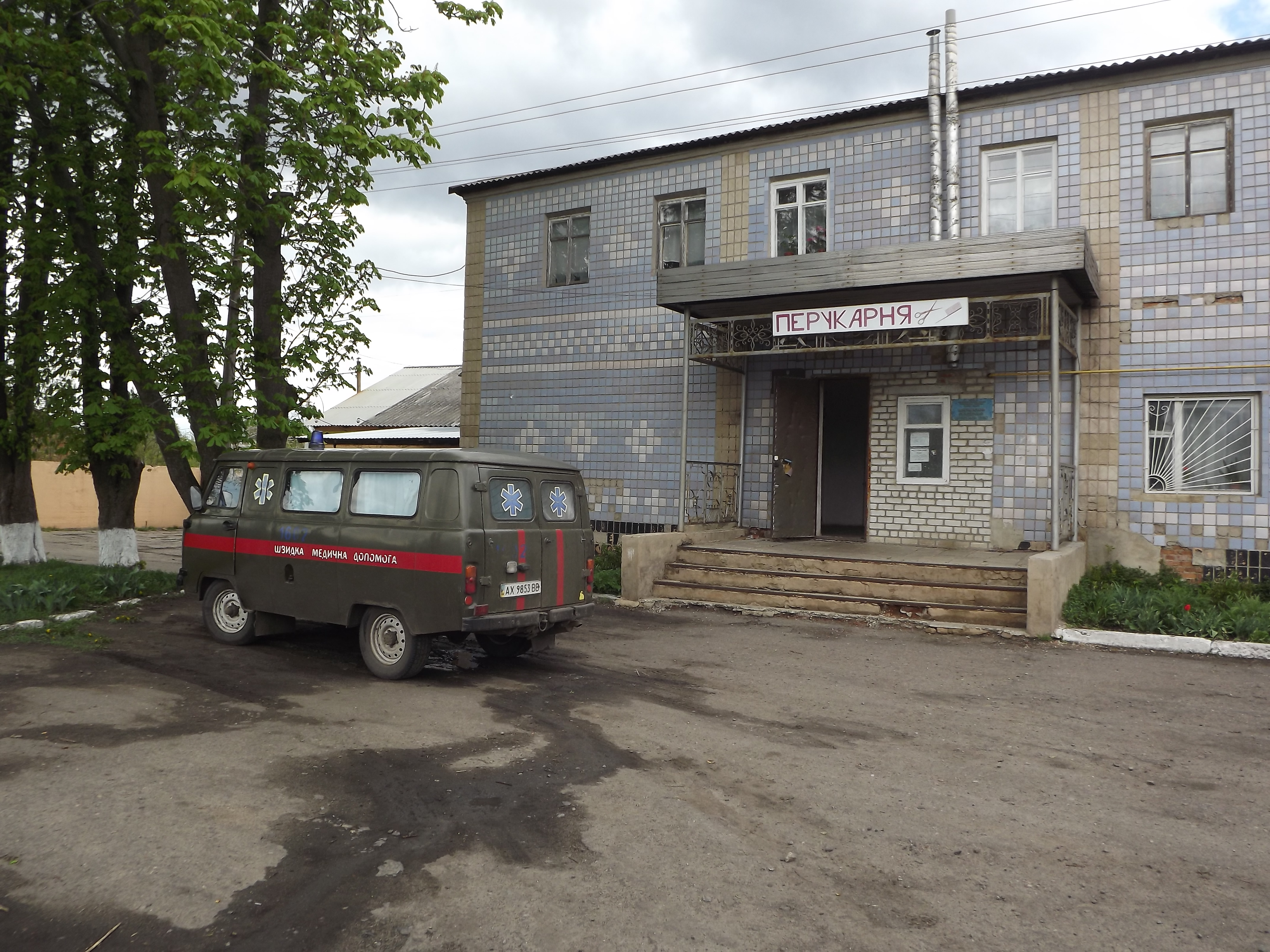
Бібліотека та амбулаторія
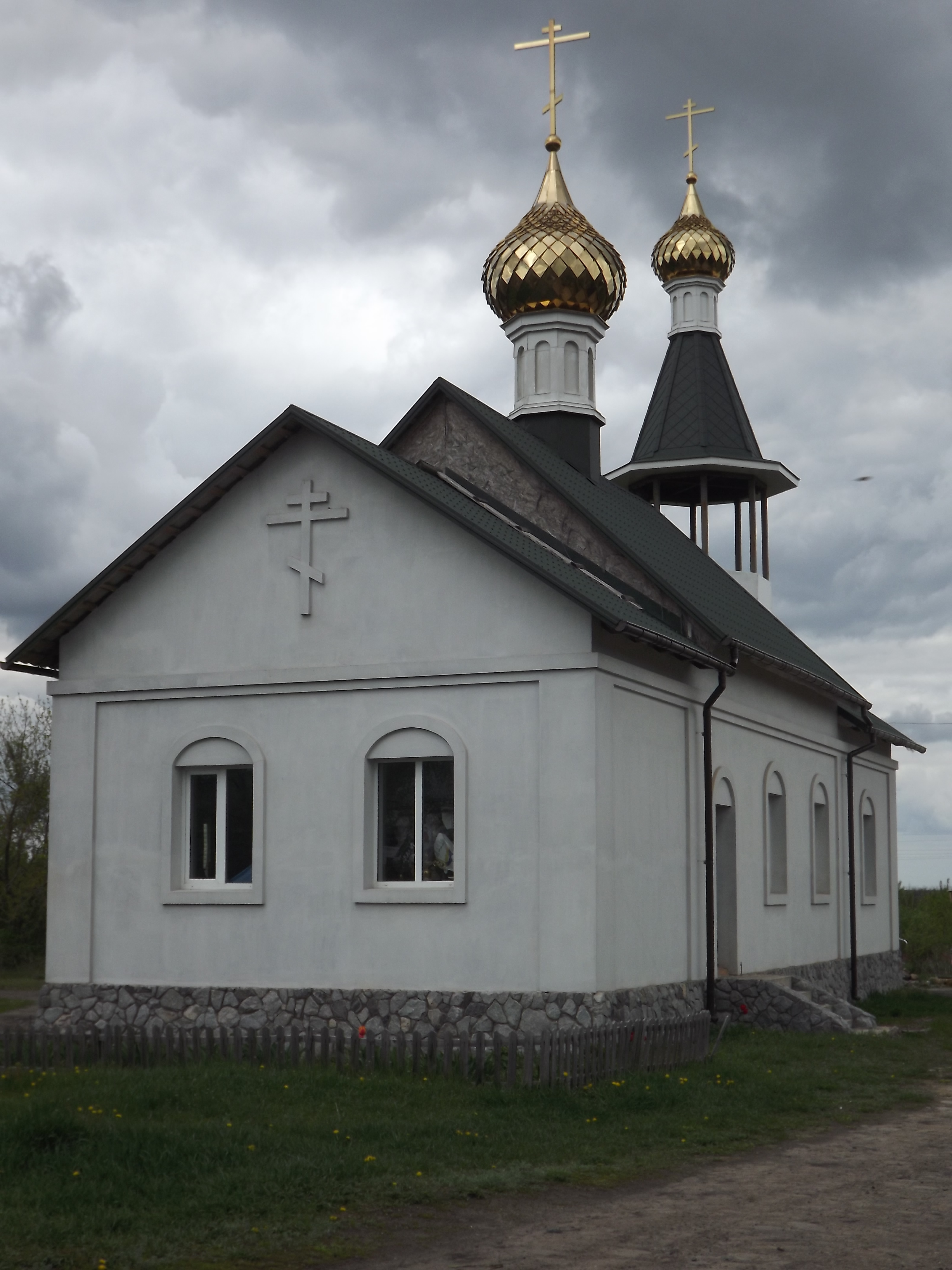
Храм
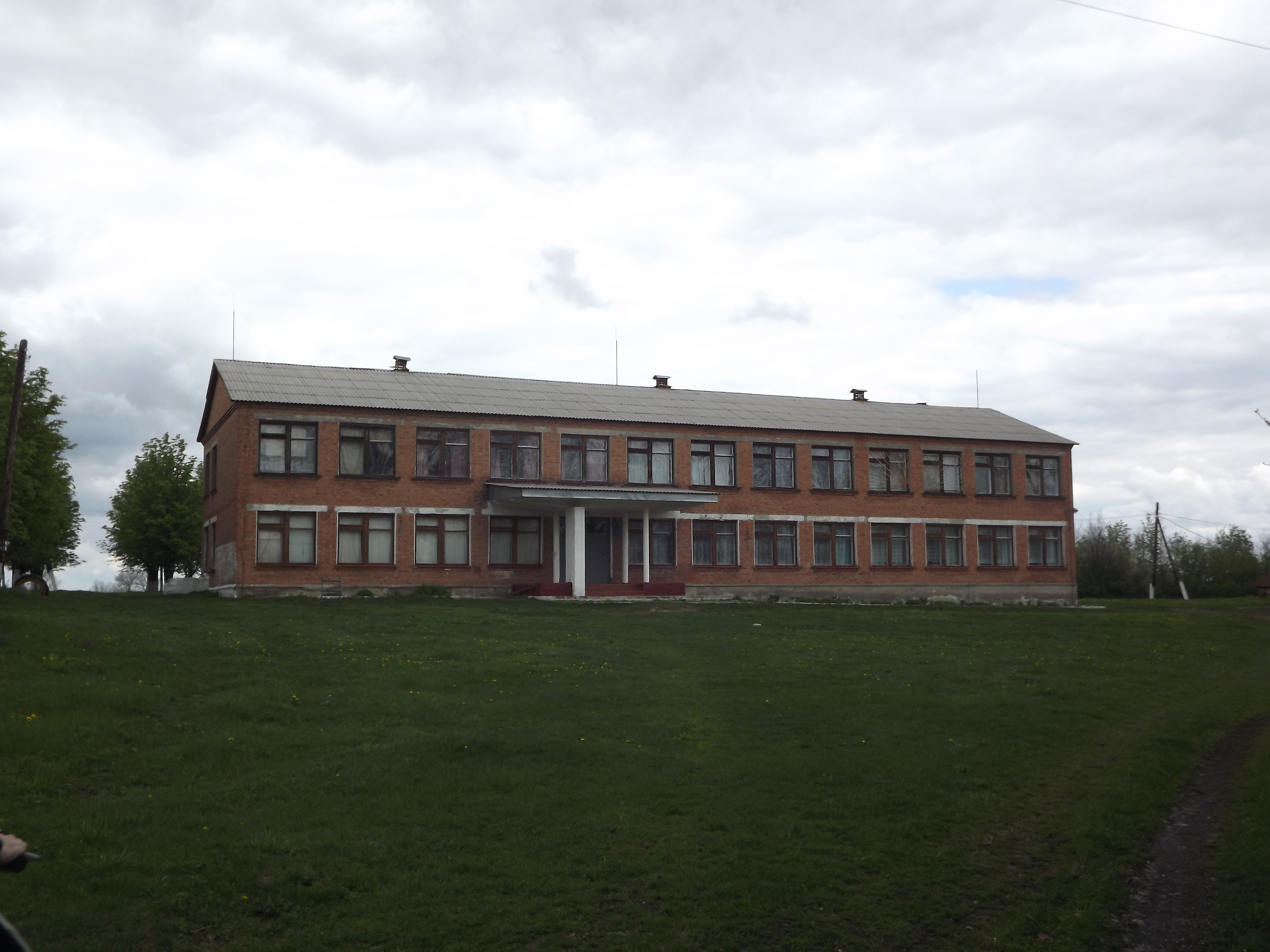
Школа
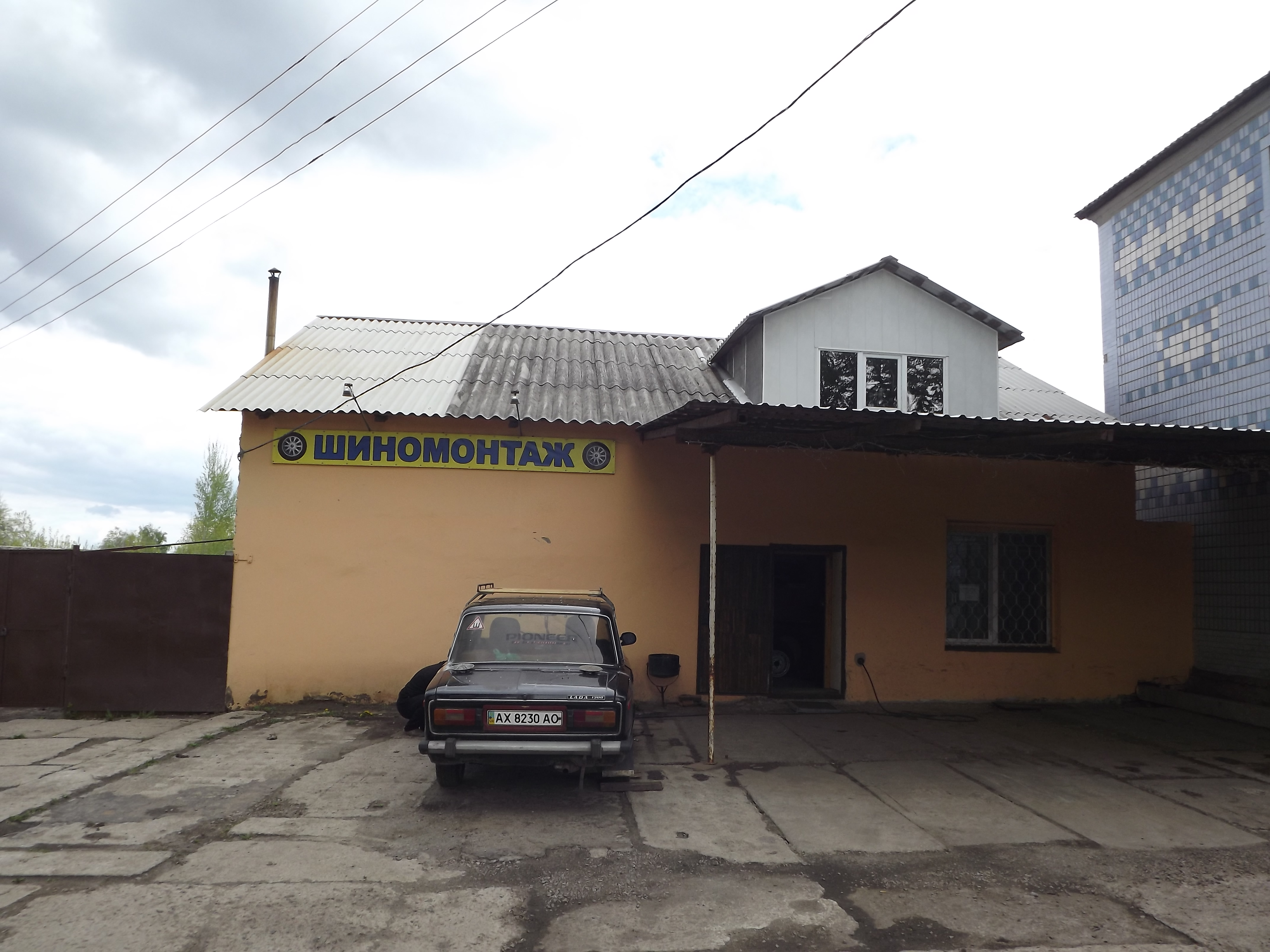
Станція технічного обслуговування
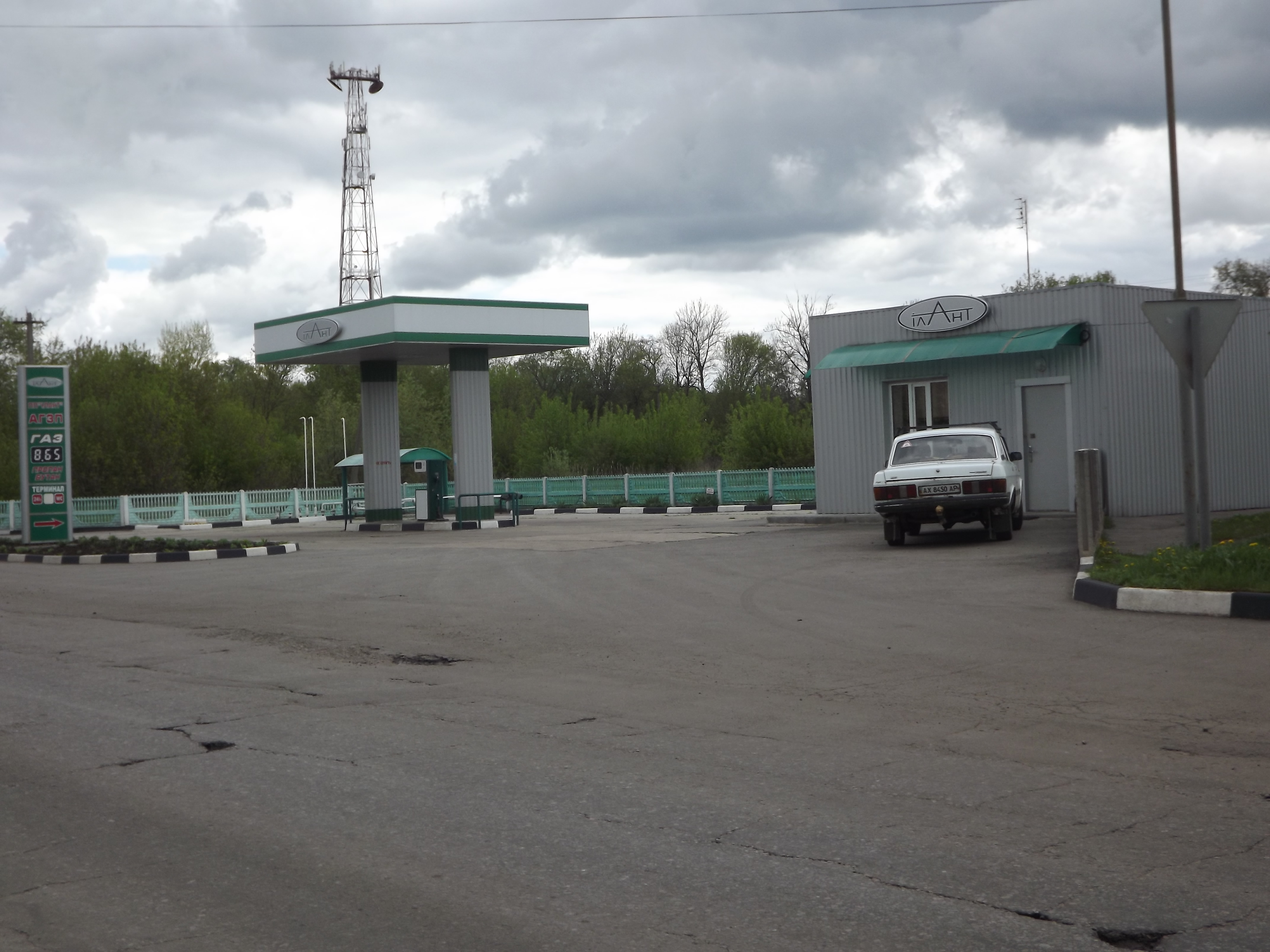
Газова заправочна станція
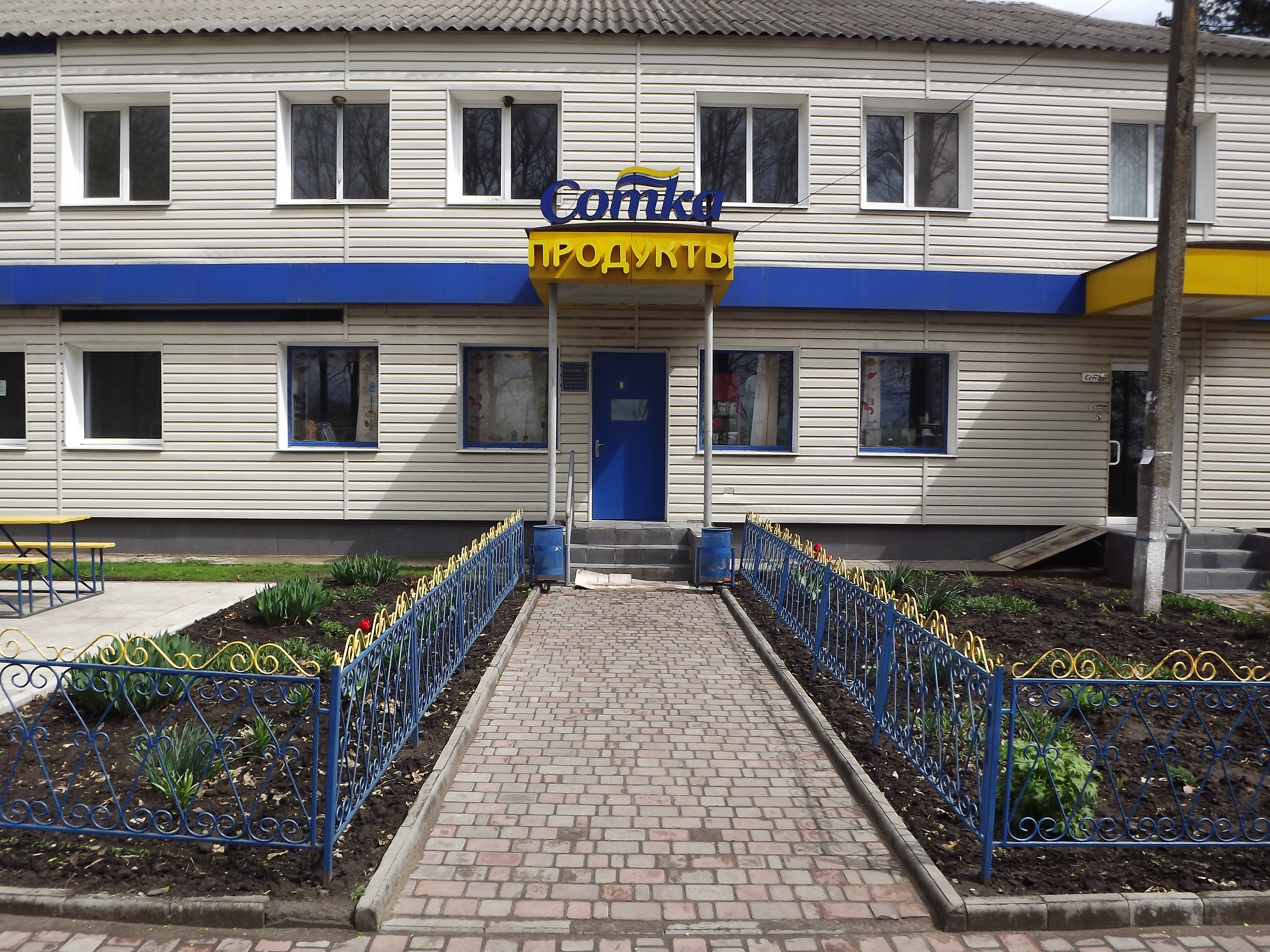
Мінімаркет  "СОТКА"
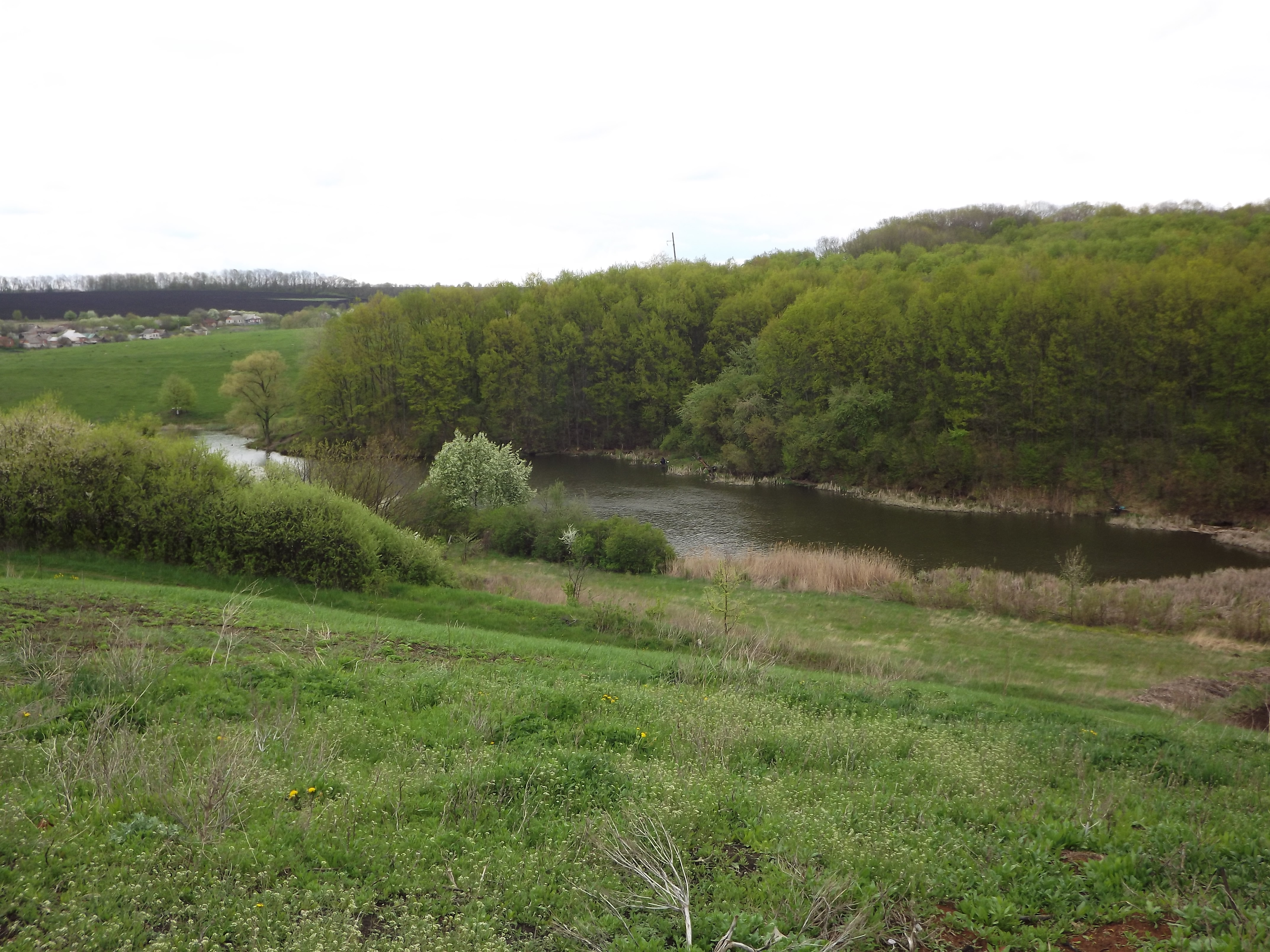
Ставок Максимівський
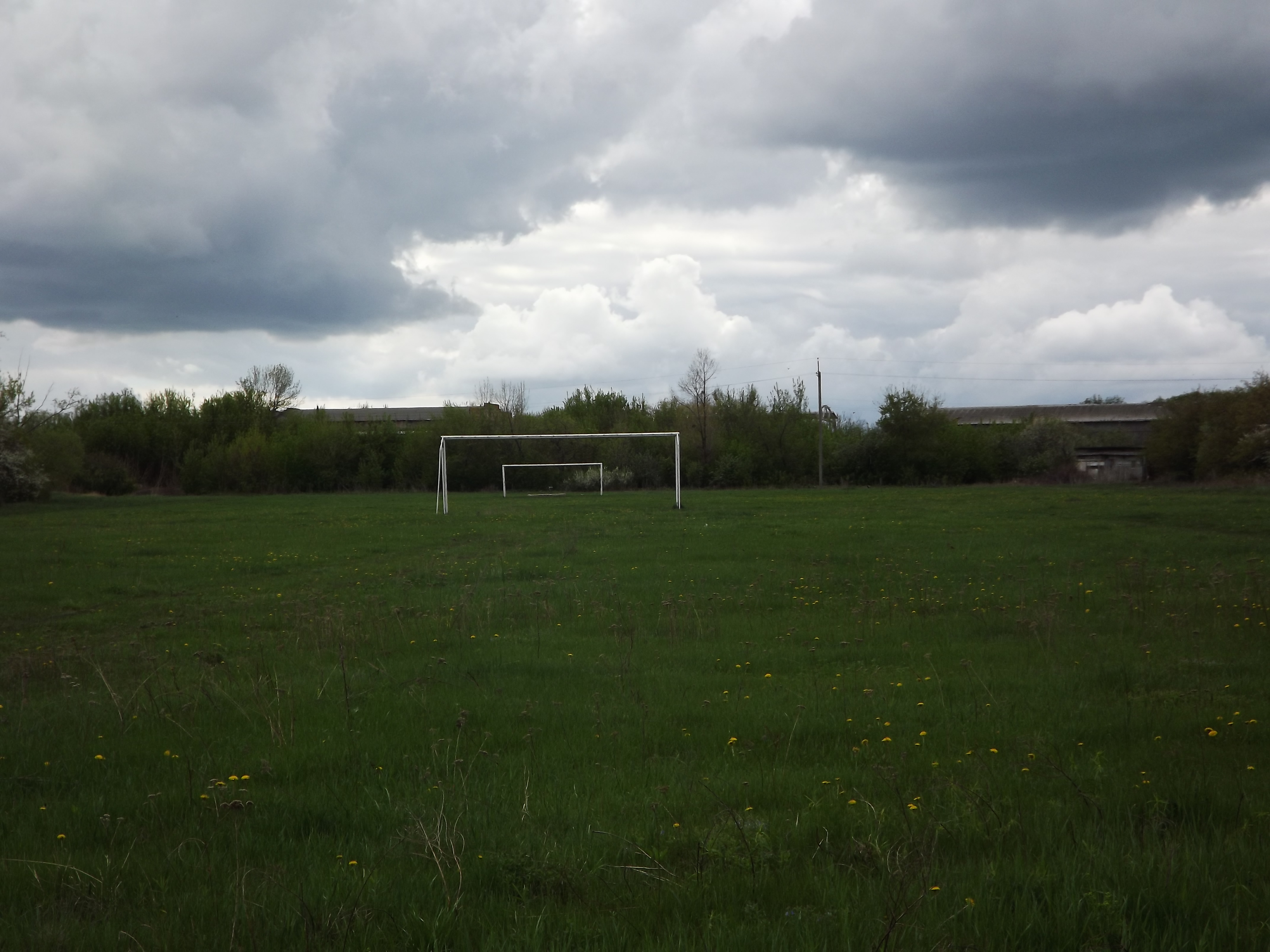
Стадіон
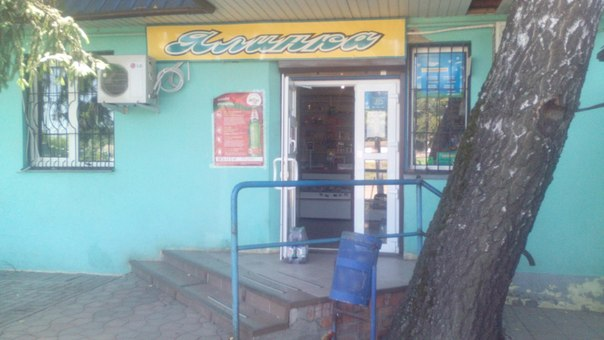
Кафе "Ялинка"
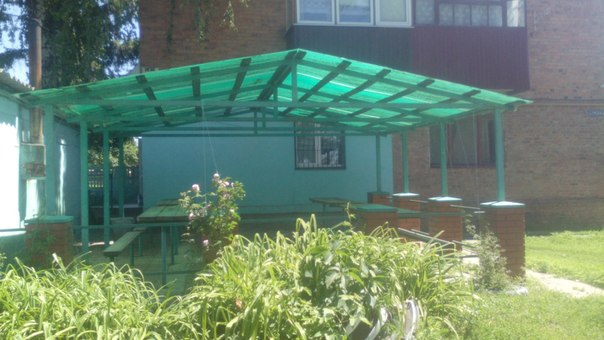
Магазин
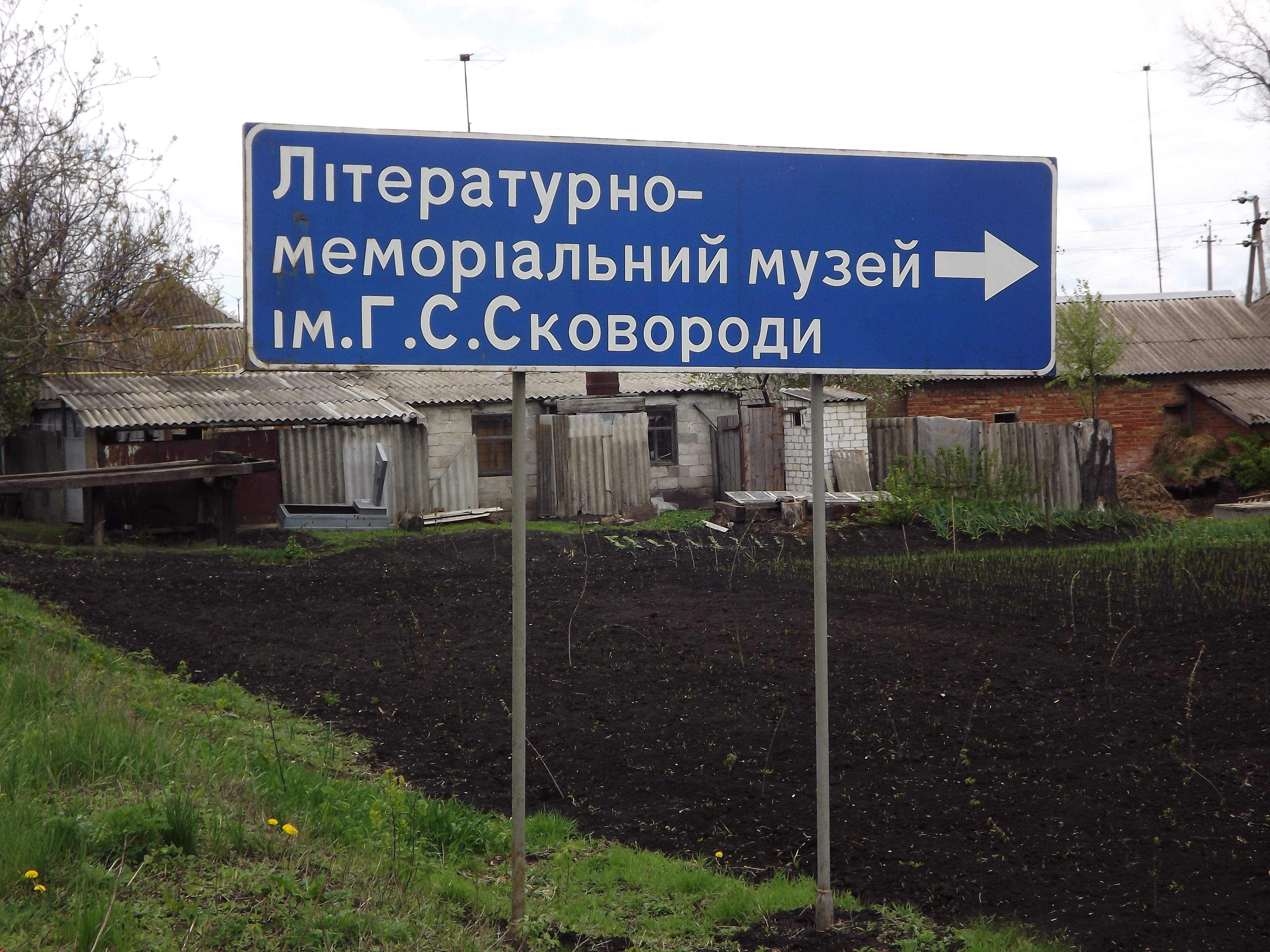
Вказівник на Сковородинівку

## Крисинська сільська рада
- Телефонний код: 8-05758